# Gobiopsis bravoi
Gobiopsis bravoi är en fiskart som först beskrevs av Herre, 1940.  Gobiopsis bravoi ingår i släktet Gobiopsis och familjen smörbultsfiskar. Inga underarter finns listade i Catalogue of Life.